# Incze Gyula
Incze Gyula (Nyújtód, 1903. január 15. – Budapest, Ferencváros, 1955. január 30.) igazságügyi orvostani kutató, egyetemi tanár, az orvostudományok kandidátusa (1952).

## Életútja
Incze Balázs és Potsa R. Irma fiaként született. Apját fiatalon elvesztette. Az első világháború után menekültként érkezett Szegedre.
1926-ban orvostanhallgatóként a szegedi Ferenc József Tudományegyetem Törvényszéki Orvostani Intézetében kapott gyakornoki állást, majd ugyanitt lett 1929-ben tanársegéd. 1931 és 1933 között Albin Haberda professzor intézetében töltött két évet a bécsi Collegium Hungaricum ösztöndíjasaként. Ez idő alatt főként a mérgek központi idegrendszerre gyakorolt hatását tanulmányozta. 1933-ban a Jellinek professzor vezetése alatt álló Elektropatológiai Intézetben gyűjtötte össze azokat a szakismereteket, amelyek később ennek a tárgykörnek a legkiválóbb hazai kutatójává tették. Tanulmányútjairól hazatérve 1933-ban megszerezte a törvényszéki orvosi képesítést. 1939-ben a törvényszéki orvostani gyakorlatban fontosabb mérgezések című tárgykörből magántanárrá habilitálták.
1946-tól a törvényszéki orvostan címzetes rendkívüli, 1947-től nyilvános rendes tanára volt Budapesten. Bevezette a vércsoportvizsgálatot az apaság megállapításánál, valamint a planktonvizsgálatot a vízbefulladásnál. Az alacsony intenzitású áram hatásával, ipari mérgezésekkel, balesetekkel kapcsolatosan végzett kutatásokat. Halálát szívkoszorúér-elkeményedés okozta.